# Antônio Cecina Sabino
Antônio Cecina Sabino (em latim: Antonius Caecina Sabinus) foi um oficial romano do século IV, ativo no reinado dos imperadores Constantino (r. 306–337) e Licínio (r. 308–324).

## Vida
Sabino era provavelmente pai de Cecina Sabino e avô de Rúfio Ceiônio Sabino e Postumiano. Talvez pode ser associado ao homônimo nomeado em sétimo na lista de pagamentos feitos por senadores, talvez para custear uma obra. Em 316, torna-se cônsul anterior com Caio Vécio Cossínio Rufino.